# Дьес Кансеко, Альфредо Пареха
Альфредо Пареха Дьес Кансеко (Диескансеко, исп. Alfredo Pareja Díez Canseco; 12 октября 1908, Гуаякиль, Эквадор — 3 мая 1993, там же) — эквадорский романист, эссеист, журналист, историк и дипломат, министр иностранных дел Эквадора (1979—1980).

## Биография
Его мать была дочерью бывшего президента Перу Франсиско Дьеса Кансеко и племянницей другого президента Педро Дьеса Кансеко. Окончил колледж Сан-Луис Гонзага ордена иезуитов, в 1930 г. Диес Конесеко получает стипендию для обучения в США. Вернувшись в Эквадор, стал профессором истории, испанской и американской литературы в школе Висенте Рокафуэрте, также являлся интендантом по вопросам среднего образования и депутатом провинции Гуаяс.
Во время диктатуры Федерико Паеса (1935—1937) был арестован и заключен в тюрьму, затем сослан в Чили, где работал в издательстве Editorial Ercilla. Вернувшись в Эквадор, был избран депутатом парламента, но в годы правления Аурелио Москера снова был арестован. Эти события легли в основу его романа «Мужчины вне времени».
В 1944 г. — временный поверенный в делах в Мексике В 1945 г. становится специальным представителем агентства по оказанию помощи и реабилитации стран, пострадавших во Второй мировой войне (UNRRA).
Непростые жизненные обстоятельства сделали Дьеса Консеко приверженцам идей социальной справедливости, политически близким к «левым» взглядам. Его первый роман «Дом дураков» (1929) представлял собой политическую сатиру на современный ему Эквадор, его публикация была отложена. Основное влияние на его жизнь и творчество оказали греческие классики, Оноре де Бальзак, Ф. М. Достоевский, Томас Манн, Уилл Дюран и Арнольд Дж. Тойнби, с которым он переписывался. Некоторые критики также обнаруживают влияние З. Фрейда, И. Эренбурга, А. Жида и М. Пруста. Среди известных произведений: «Весна» (1933), экранизированный роман «Три крысы» (1944), «Варварский костер» (1944) — беллетризированная биография Элоя Альфа́ро, цикл романов «Без предупреждения» (1956), эссе о Томасе Манне (1956) и «Испытания. испытания» (1981).
После возвращения страны к демократии в 1979—1980 гг. занимал пост министра иностранных дел Эквадора. Уйдя в отставку, посвятил себя историческим исследованиям.